# Gérard Pitiot
Pour les articles homonymes, voir Pitiot.
Gérard Pitiot est un auteur-compositeur-interprète français né le 18 janvier 1952 au Bourget
.
Il est le père du chanteur Thomas Pitiot.

## Biographie
La carrière de Gérard Pitiot commence au début des années 1980.
En 1989, il écrit et chante dans le spectacle Vive la révolution à l’occasion de la célébration du bicentenaire de la Révolution française.
En 1991, il réalise le spectacle Si d’amour vous m’aimiez dans le cadre de la prévention du SIDA.
En 1996, à l’occasion du centenaire de la naissance de Paul Éluard, il met en musique des poèmes de ce dernier dans le spectacle Quelques mots d’Eluard. Cela débouchera sur le CD Quelques mots d’Éluard et autres musiques avec, sur le dernier morceau, la voix de Paul Éluard enregistrée en 1947.
Son CD Chant pirogue est consacré à la poésie afro-caribéenne et il met en musique des poèmes d’Aimé Césaire, Léopold Sédar Senghor, Édouard Glissant, Léon-Gontran Damas, René Depestre, Charles Carrère, Ernest Pépin, Suzanne Tanella Boni. La chanson Griot est chantée en duo avec Thomas Pitiot.
Son CD Féminins poèmes reprend certains de ces auteurs, ainsi que d'autres comme Vénus Khoury-Ghata, Colette Nys-Mazure…
En mars 2013 il sort un double album, Transports Pitiot Père & Fils, en collaboration avec son fils le chanteur Thomas Pitiot, lancé par une tournée sur scène dont la première est au théâtre L'Européen.

## Participation
Gérard Pitiot participe à l’enregistrement du CD  Robert Desnos - Poètes et chansons. Il y interprète Le Couplet de la rue de Bagnolet.